# Philippe B
Philippe B, né Philippe Bergeron, est un auteur-compositeur francophone originaire de Rouyn-Noranda, Québec.

## Histoire
Chanteur de l'ancien groupe Gwenwed et guitariste pour Pierre Lapointe, Philippe B, a sorti son premier album éponyme en septembre 2005 sur l'étiquette Proxenett. Il a passé au Festival de musique émergente en Abitibi-Témiscamingue où il aussi interprété la pièce Philadelphia pour un clip présenté sur l'émission de télévision Mange ta ville. Il a ensuite entamé sa tournée promotionnelle au Québec, qui se terminera en 2006 aux FrancoFolies de Montréal. Durant cette année il a aussi été nommé Sacré Talent par Radio-Canada.
En 2008, il lance son deuxième album, Taxidermie (Proxenett).
En 2009, Philippe B a coécrit quatre chansons avec Pierre Lapointe, "Le bar des suicidés" et "À moi" sur son album Sentiments humains et deux chansons pour le plus récent album de Stéphanie Lapointe, "Eau salée" et "Une fleur".
Il a fait la conception de la musique de la pièce de théâtre "Silence radio" présentée à l'automne 2009 à l'Espace Libre. Il part pour la tournée Sentiments humains avec Pierre Lapointe, au Québec et en France pour une cinquantaine de dates.
Philippe B devient récipiendaire de la bourse en création du Conseil des arts et des lettres du Québec pour écrire du matériel en vue d'un 3e album.
En collaboration avec la comédienne Sophie Cadieux, il a aussi participé à la création d'un spectacle multidisciplinaire (chanson, poésie, photographie) intitulé "Phéromones", qui a été présenté à l'automne 2009 au bistro In Vivo, à Montréal.
Parmi tous ces projets Philippe B a joué plusieurs spectacles en première partie de Mara Tremblay et a aussi joué comme guitariste et directeur musical avec Salomé Leclerc.
En 2014, Philippe B participe à la réalisation et aux arrangements de l'album Merci Serge Reggiani, dont l’interprète est Isabelle Boulay et qui comporte 14 reprises des plus grandes chansons de Serge Reggiani. Il y travaille conjointement avec Benjamin Biolay et il y joue également de la guitare acoustique sur certains titres.
En 2017, l'auteur-compositeur-interprète sort son cinquième album intitulé La grande nuit vidéo via Bonsound. Celui-ci fait la longue liste du prix Polaris la même année. En 2024, il lance l'album Nouvelle administration dans lequel il traite notamment de la paternité.  

## Membres actuels
- Philippe B : guitare, voix
- Philippe Brault : contrebasse, échantillonnage
- Josiane Hébert: voix, accordéon
- Guido Del Fabbro: violon

## Discographie

### Albums
2023 : Nouvelle administration

### Singles
- Les anges dans nos campagnes (2007)
- Fille à plumes (reprise de Malajube 2009 pour le 5e anniversaire de Bonsound)

## Vidéoclips
- Philadelphie (2006)
- Archipels (2007)
- Je n'irai pas à Bilbao (2008)